# Mordéhaï Kafri
Mordéhaï Kafri (מרדכי כפרי), fue un escultor israelita, nacido el 12 de marzo de 1920 en Varsovia y fallecido el 2001 .
Kafri es el autor de al menos 50 esculturas y memoriales instalados en diferentes regiones de Israel.
Tras la independencia de Israel , fue profesor de escultura.
Es el autor de diferentes retratos en busto, repartidos en diferentes institudiones públicas. Entre otros es el autor de los bustos de David Remez, Dov Ber Borojov, Berl Katznelson, Mordechai Namir y David Ben-Gurión.

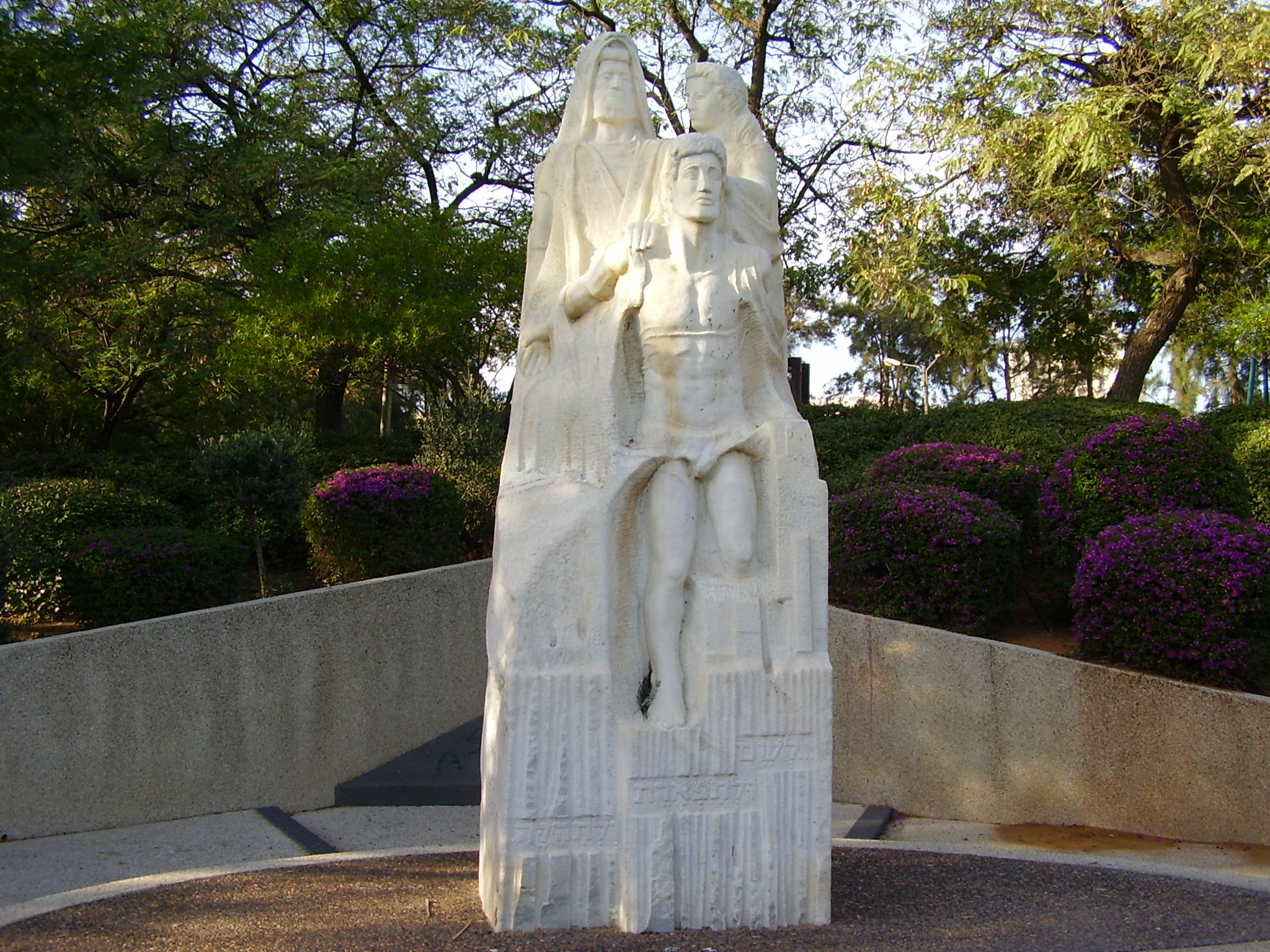
Memorial de Guerra en Giv'atayim